# Кайфу, Тосики
Тосики Кайфу (яп. 海部 俊樹 Кайфу Тосики, 2 января 1931 года, Итиномия, Айти, Япония — 9 января 2022 года) — японский государственный и общественный деятель. Премьер-министр Японии (1989—1991).

## Ранняя карьера
Родился в семье владельца фотоателье. Окончил юридический факультет университета Васэда в Токио в 1954 году. Затем занимался коммерческой деятельностью. В то же время начал политическую карьеру, вступив в ЛДПЯ. Являлся некоторое время помощником депутата парламента.

## Политическая карьера
В 1960 был впервые избран в парламент страны, став самым молодым депутатом палаты представителей. С тех пор неизменно переизбирался в парламент. Пользовался поддержкой бывшего премьер-министра Такэо Мики. Занимал различные должности в парламентских комиссиях. Будучи членом аппарата ЛДПЯ, отвечал за молодёжную политику партии.
В 1976—1977 впервые вошёл в состав кабинета министров, занимая пост министра просвещения в правительстве Такэо Фукуды. В 1985—1986 вторично занял этот пост в кабинете Ясухиро Накасонэ. Благодаря умению вести переговоры являлся неизменным участником сложных межфракционных консультаций в ЛДПЯ, а также переговоров с оппозицией.

## Премьер-министр Японии

### Избрание на пост премьер-министра
После того, как в 1989 году высшие функционеры ЛДПЯ оказались замешаны в громких коррупционных скандалах, Тосики Кайфу был выдвинут на высшие посты в партии и правительстве. В августе 1989 года он был избран председателем ЛДПЯ и был утверждён на посту премьер-министра страны. В ходе голосования верхняя палата парламента отклонила кандидатуру Тосики Кайфу, поскольку к тому времени ЛДПЯ потеряла в ней большинство. Однако, согласно конституции страны, был утверждён голосованием в нижней палате, контролировавшейся ЛДПЯ.

### Внешняя политика кабинета Кайфу
Продолжил традиционный для ЛДПЯ внешнеполитический курс, основанный на тесных отношениях с США в рамках японо-американского договора о безопасности. В июне 1990 года на переговорах в Брюсселе с генеральным секретарём НАТО Манфредом Вёрнером Т. Кайфу выразил заинтересованность Японии в расширении военного сотрудничества с НАТО.
В конце 1989 года активизировались японо-советские консультации по проблеме «северных территорий».
В апреле 1991 года провёл переговоры с президентом СССР М. С. Горбачёвым, нанёсшим официальный визит в Японию. В ходе этих переговоров была отмечена важность ускорения работы по завершению подготовки мирного договора между странами.
В условиях, сложившихся после событий 19—21 августа 1991 года, Российская Федерация положила старт новым, двусторонним отношениям с Японией, минуя союзные инстанции. Начало этому было положено в сентябре 1991 года личным посланием президента Б. Н. Ельцина, обращённым к Т. Кайфу, в котором выдвигались предложения по скорейшему заключению мирного договора на основе принципов законности и справедливости.
Тосики Кайфу впервые порвал с традицией уклонения руководителей страны от признания вины Японии в военных преступлениях в ходе Второй мировой войны. Во время своей речи в Сингапуре в мае 1990 года он выразил «искреннее раскаяние» в совершённых японцами действиях и выразил решимость японского народа никогда больше не повторять подобные действия.

### Внутренняя политика кабинета Кайфу
Во внутренней политике смог на время отсрочить угрозу для ЛДПЯ потери власти в стране. Под давлением оппозиции он распустил парламент в начале 1990 и объявил проведение досрочных выборов. Прошедшие 18 февраля 1990 принесли относительный успех либерал-демократам и показали резкие противоречия между оппозиционными партиями и их неспособность составить реальную альтернативу ЛДПЯ.
Главной проблемой для правительства оставалась коррупционная деятельность функционеров ЛДПЯ. ЛДПЯ пришлось пойти на усиление контроля над движением денежных средств, используемых в политических целях. Провозглашённая Кайфу политическая реформа с целью утверждения «чистой политики» оказалась не просто половинчатой, но и во многом была призвана спасти пошатнувшийся статус ЛДПЯ как ведущей политической силы за счёт смены избирательной системы в стране. Было объявлено о планах полного перехода на избирательную систему только по одномандатным округам. Оппозиция высказала решительный протест против этих планов правительства.
Кабинету Т. Кайфу пришлось отказаться от идеи проведения выборов палаты представителей лишь по одномандатным округам. Разработанные под его руководством в 1991 законопроекты, касающиеся политической реформы, включили ряд уступок оппозиционным партиям. Однако предложенный компромиссный вариант вызвал возмущение функционеров ЛДПЯ, при всей выгодности этого варианта для партии. Часть однопартийцев Кайфу продолжали настаивать на первоначальных планах, а другие отказывались признать полезными вообще любые изменения в сложившейся выборной системе.
В условиях острого внутрипартийного конфликта Тосики Кайфу вынужден был в ноябре 1991 сложить с себя полномочия главы ЛДПЯ и уйти с поста премьер-министра.

## Дальнейшая политическая карьера
В 1994 Тосики Кайфу покинул ЛДПЯ и возглавил новую неоконсервативную партию Синсинто, созданную выходцами из ЛДПЯ, недовольными внутриполитическим курсом партии, потерпевшей к тому времени поражение на выборах и перешедшей в оппозицию.
В октябре 1995 предложил проект передачи части столичных функций от Токио другим городам посредством переноса места пребывания высших органов законодательной, исполнительной и судебной власти, следует, сохранив за нынешней столицей роль главного экономического центра страны. В конце 1995 покинул пост председателя партии Синсинто, его сменил на этом посту популярный политический деятель Итиро Одзава. А в 1998 партия прекратила существование.
В 2003 вновь вернулся в ЛДПЯ. Его политическая карьера завершилась после выборов в парламент 30 августа 2009, когда он впервые потерпел поражение на выборах и впервые не попал в парламент. На тот момент он являлся обладателем самого большого непрерывного депутатского стажа в нижней палате.
Умер 9 января 2022 года.

## Факты о Тосики Кайфу
- Прозвище Т. Кайфу в пору расцвета его политической активности — «Mr. Clean» («Мистер Чистый») из-за его незапятнанности в коррупционных скандалах.
- Именно Т. Кайфу снял существовавший долгое время запрет на гастрольную деятельность в Японии британской рок-группы The Rolling Stones.
- Изображен на обложке альбома Rust in Peace американской группы Megadeth наряду с Джоном Мейджором, Рихардом фон Вайцзеккером, Михаилом Горбачевым и Джорджем Бушем — старшим[4].